# Langde
Langde (kinesiska: 郎德, 郎德镇) är en köping i Kina. Den ligger i provinsen Guizhou, i den sydvästra delen av landet, omkring 140 kilometer öster om provinshuvudstaden Guiyang. Antalet invånare är 6556. Befolkningen består av 2 980 kvinnor och 3 576 män. Barn under 15 år utgör 23,0 %, vuxna 15-64 år 65 %, och äldre över 65 år 11,0 %.